# Agomelatin

Agomelatin

Agomelatin (Valdoxan, Melitor, Thymanax) är en substans som är besläktad med melatonin. Agomelatin är en agonist till melatoninreceptorerna M1 och M2 och en antagonist till serotoninreceptorn 5-HT2C.
Kontrollerade studier visar att agomelatin är bättre än paroxetin och venlafaxin vid behandling av egentlig depression. Andra studier har dock visat på motsatsen, och sammantaget finns indikationer på att Agomelatin har mindre klinisk effekt än traditionella antidepressiva preparat. 
Agomelatin har visat sig ha en signifikant bättre biverkningsprofil än de båda substanserna. Agomelatin har hittills inte uppvisat några sexuella biverkningar eller viktpåverkan, vilket kan vara bekymmersamt med andra antidepressiva behandlingar. Agomelatin har uppvisat goda effekter på sömnkvaliteten utan att ha några sedativa effekter under vakenhet.
Den 20 november 2008 gav EMEA:s vetenskapliga kommitté ett positivt utlåtande vilket innebär att läkemedelsföretaget Servier kommer att få sälja läkemedlet efter det formella godkännandet. Indikationen kommer att vara behandling av egentliga depressionsepisoder hos vuxna. Valdoxan är det första melatonerga antidepressiva läkemedlet. Den melatonerga effekten gör att preparatet kan normalisera störda dygnsrytmer.